# Seguring Kecil
Seguring Kecil is een bestuurslaag in het regentschap Empat Lawang van de provincie Zuid-Sumatra, Indonesië. Seguring Kecil telt 471 inwoners (volkstelling 2010).